# Catholicisme en Norvège

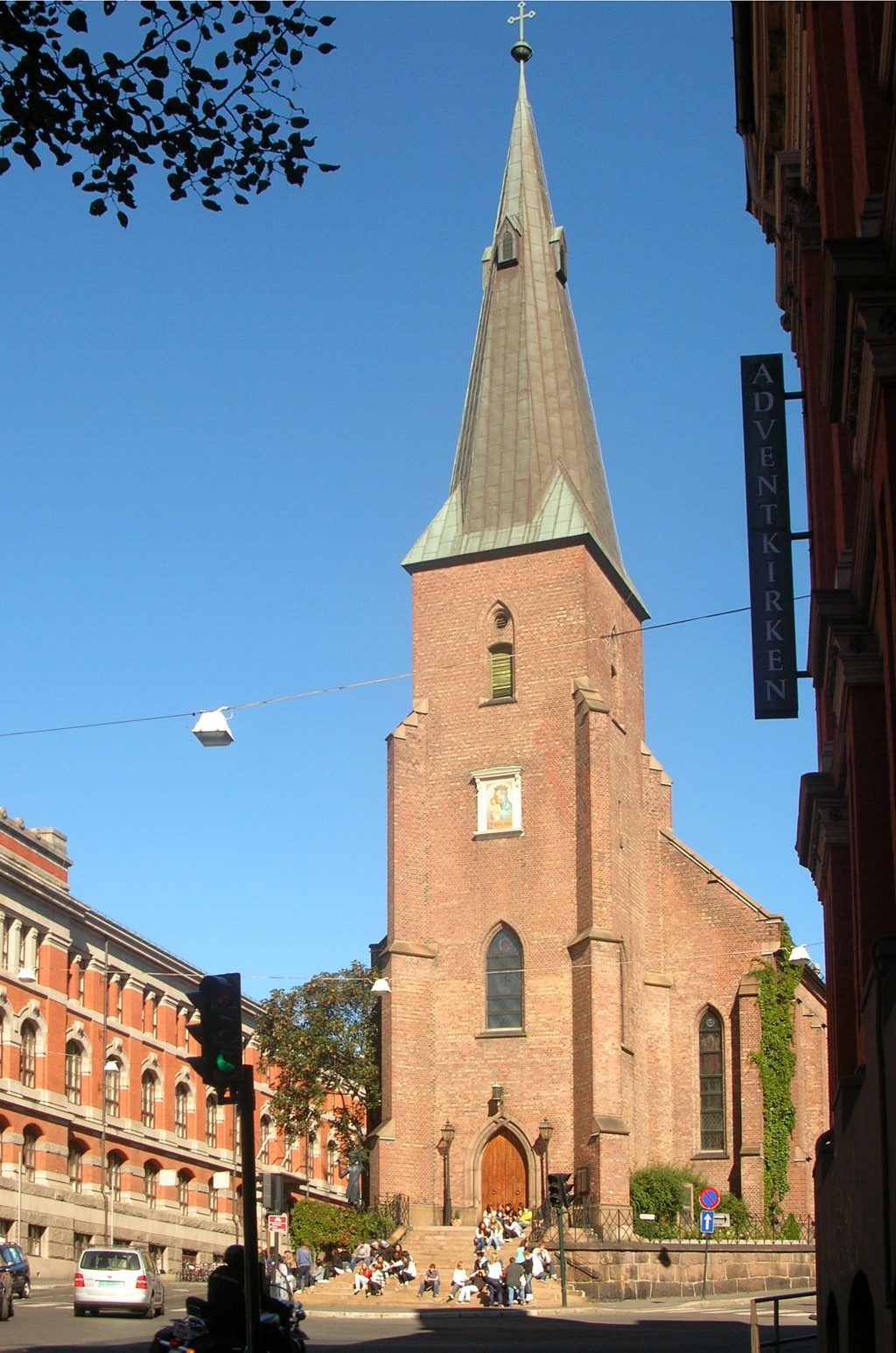
La cathédrale Saint-Olaf d'Oslo.

Le catholicisme est présent en Norvège depuis le Xe siècle. Il a presque disparu à la suite de la Réforme protestante. En 2012, cette confession compte environ 100 000 catholiques enregistrés, même si le nombre réel serait beaucoup plus grand ; probablement presque 230 000. L’Annuario pontificio de 2011 indique un nombre de 229 652 catholiques, ce qui fait de la Norvège le pays le plus catholique des pays nordiques avec 5 % de la population norvégienne.

## Histoire
Les premiers chrétiens en Norvège venaient probablement de Grande-Bretagne et d'Irlande, mais il y avait aussi des missionnaires allemands, surtout saint Anschaire qui commença à évangéliser la Suède et initia l'évangélisation de la Norvège, sans y aller lui-même.
Mais la personne plus importante était peut-être le roi saint Olaf, surnommé « le roi éternel de Norvège », qui a christianisé le pays et est mort en martyr à la bataille de Stiklestad en 1030.

## Structure
L'église catholique romaine en Norvège est divisé en trois juridictions :
- Diocèse d'Oslo
- Prélature territoriale de Trondheim
- Prélature territoriale de Tromsø